# Código de Nuremberg

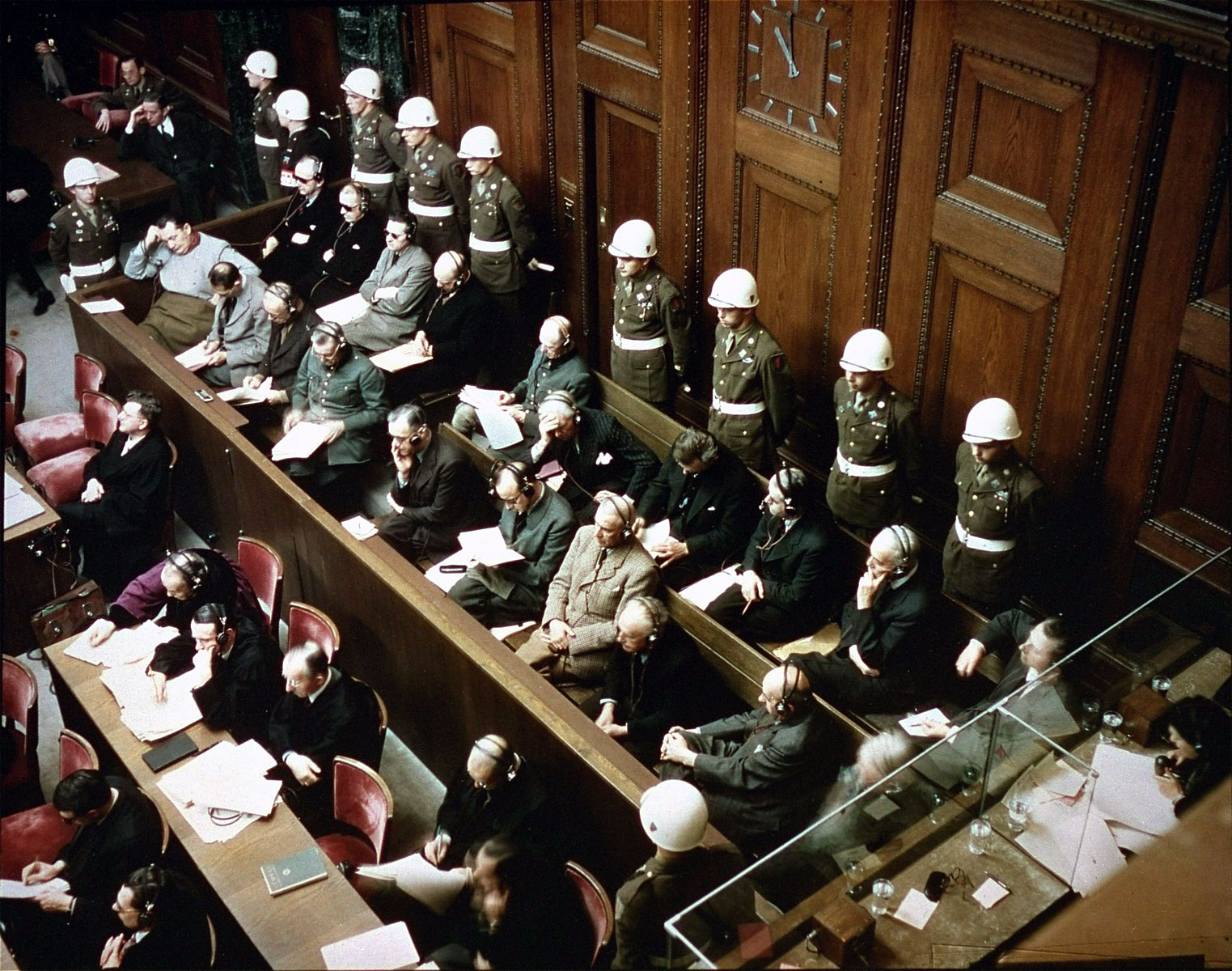
Vista do banco dos réus no Tribunal de Nuremberg

O Código de Nuremberga (português europeu) ou Nuremberg (português brasileiro) é um conjunto de princípios éticos que regem a pesquisa com seres humanos, sendo considerado como uma das consequências dos Processos de Guerra de Nuremberg, ocorridos no fim da Segunda Guerra Mundial.

## Histórico
A medicina, durante muitos séculos, foi exercida com autoritarismo. O Juramento de Hipócrates, datado do século V a.C., enfatiza o sigilo médico e a beneficência, mas não menciona, em momento algum, a autonomia do paciente. A experimentação feita com seres humanos, a despeito de ter contribuído para melhoria a qualidade de vida do homem e a sua relação com o ambiente, foi exercida, desde os primórdios, muitas vezes de forma abusiva.
No século XX, nos campos de concentração nazistas, os prisioneiros raciais, políticos e militares foram colocados à disposição dos médicos para todo e qualquer tipo de experimentação. Mediante o advento da comunicação e o alcance das informações, que mostram ao mundo o conflito entre o interesse científico e o interesse da sociedade em sua totalidade, e a ética torna-se norteadora da evolução social, o choque das imagens da Segunda Guerra produziu efeito ímpar sobre a comunidade científica e a população.

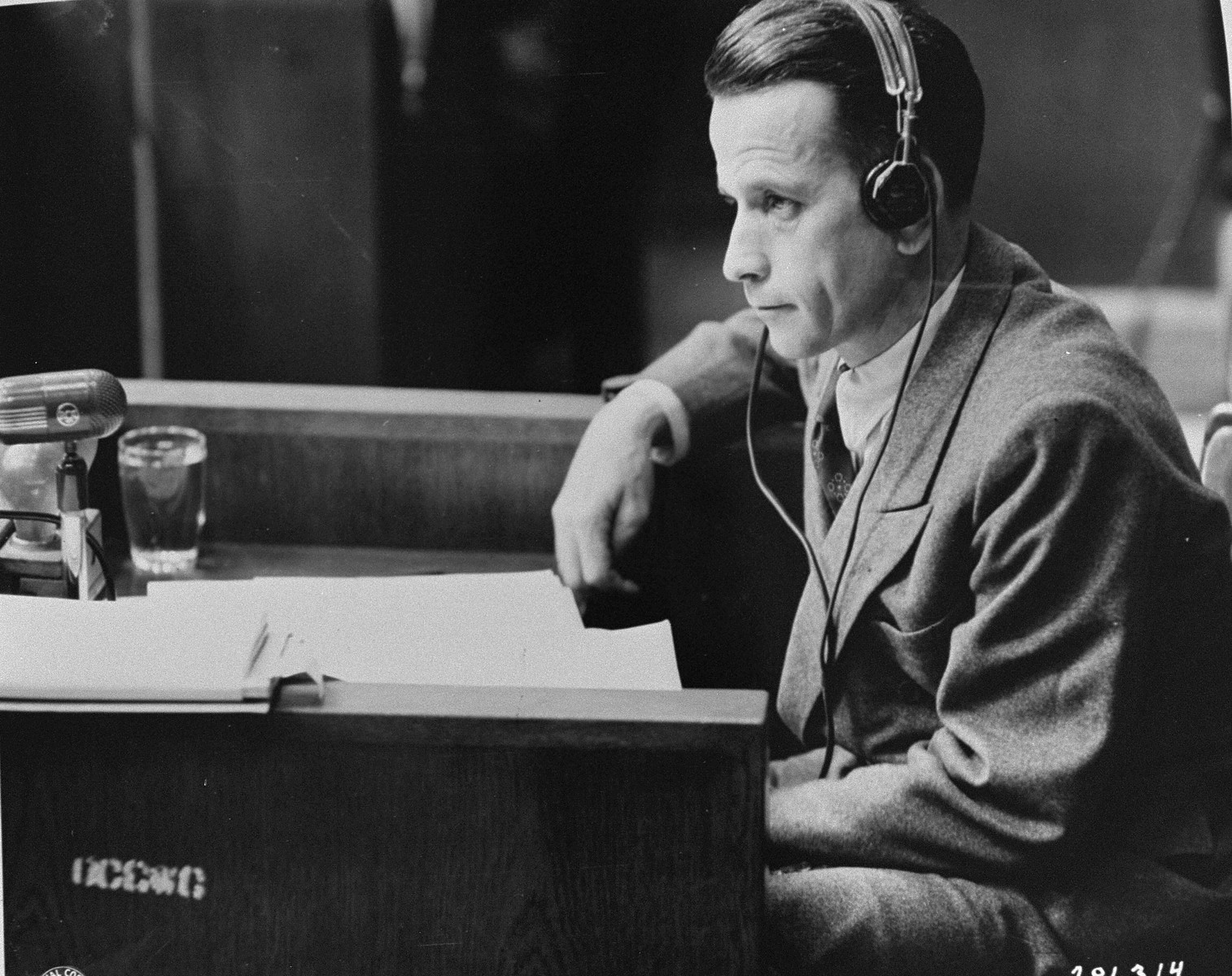
O médico Waldemar Hoven durante seu julgamento

Em 9 de dezembro de 1946, fim da Segunda Guerra Mundial, o Tribunal Militar Internacional, em Nuremberg julgou vinte e três pessoas - vinte das quais, médicos - que foram consideradas criminosas de guerra, pelos brutais experimentos realizados em seres humanos nos campos de concentração nazistas. Foi o 1º dos 12 Processos de Guerra de Nuremberg, sendo esse o Processo contra os médicos, tais como Rudolph Brandt, Waldemar Hoven, e muitos outros.
Em 19 de agosto de 1947, ocorreu o veredito, no qual 7 acusados foram condenados à morte, 7 foram absolvidos e os demais foram condenados à prisão; foi elaborado, também, um documento, que ficou conhecido como Código de Nuremberg. Muitos dos acusados pelo Tribunal Militar Internacional argumentaram que tais experimentos pouco diferiam dos tantos outros experimentos ocorridos antes da Guerra, ao longo dos séculos, e que não havia leis que regulamentassem e diferenciassem, até aquela ocasião, o legal do ilegal.
Em abril de 1947, os Drs. Leo Alexander e Andrew Conway haviam submetido ao Conselho de Crimes de Guerra, seis pontos que definiam a legitimidade de experimentos médicos com seres humanos. O veredito do Julgamento de Nuremberg adotou tais pontos e adicionou mais quatro, e os dez pontos passaram a constituir o “Código de Nuremberg”. Entretanto, a força legal de tal documento não foi estabelecida e incorporada imediatamente pelas leis americanas e alemãs, e as ideias contidas no Código de Nuremberg só passaram a integrar a relação médico-paciente muito mais tarde, nas décadas de 1960 e 1970, através da Declaração de Helsinque, redigida em 1964 pela 18ª Assembléia Médica Mundial, realizada na Finlândia.

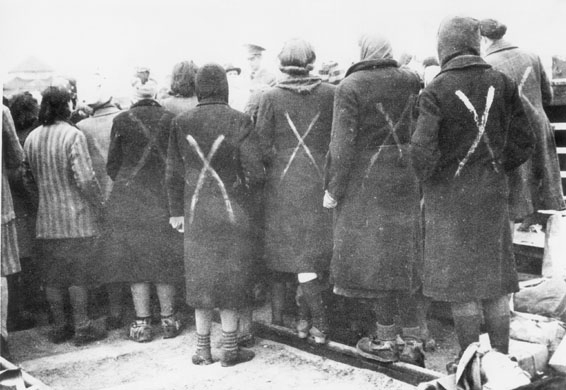
Mulheres prisioneiras no campo de concentração de Ravensbrück, onde atuava a médica Herta Oberheuser, condenada a 20 anos de prisão durante o Julgamento de Nuremberg

Seguindo os critérios de beneficência e autonomia do paciente, em 1983 foram redigidas as Diretrizes Internacionais para Pesquisa Biomédica Envolvendo Seres Humanos, através do Conselho para Organizações Internacionais de Ciências Médicas (CIOMS), em colaboração com a Organização Mundial da Saúde (OMS). Tais diretrizes foram revisadas em 1993, e reconhecem a necessidade de revisão e aprovação do protocolo de pesquisa por uma “comissão de revisão ética”.
O Código de Nuremberg foi, sem dúvida, um dos fatores do contexto onde surgiu a ideia do direito à autonomia que o paciente adquiriu ao longo dos séculos. Serviu de norteador para as diretrizes que se seguiram, de forma a que a pesquisa científica, em especial a que envolve seres humanos, em vista da necessidade de sua continuidade, passa a ser constantemente revisada e vigiada, com a finalidade de evitar abusos. Os Códigos de Ética Médica costumam incorporar, entre os seus princípios, a preocupação e a normatização da conduta médica mediante a experimentação científica, em especial a envolvendo seres humanos.

## Características
O Código de Nuremberg possui dez princípios básicos e determina as normas do Consentimento informado e da ilegalidade da coerção; regulamenta a experimentação científica; e defende a beneficência como um dos fatores justificáveis sobre os participantes dos experimentos.

## Os dez princípios do Código de Nuremberg
1. O consentimento voluntário do ser humano é absolutamente essencial. Isso significa que a pessoa envolvida deve ser legalmente capacitada para dar o seu consentimento; tal pessoa deve exercer o seu direito livre de escolha, sem intervenção de qualquer desses elementos: força, fraude, mentira, coação, astúcia ou outra forma de restrição ou coerção posterior; e deve ter conhecimento e compreensão suficientes do assunto em questão para tomar sua decisão. Esse último aspecto requer que sejam explicadas à pessoa a natureza, duração e propósito do experimento; os métodos que o conduzirão; as inconveniências e riscos esperados; os eventuais efeitos que o experimento possa ter sobre a saúde do participante. O dever e a responsabilidade de garantir a qualidade do consentimento recaem sobre o pesquisador que inicia, dirige ou gerencia o experimento. São deveres e responsabilidades que não podem ser delegados a outrem impunemente.
2. O experimento deve ser tal que produza resultados vantajosos para a sociedade, os quais não possam ser buscados por outros métodos de estudo, e não devem ser feitos casuística e desnecessariamente.
3. O experimento deve ser baseado em resultados de experimentação animal e no conhecimento da evolução da doença ou outros problemas em estudo, e os resultados conhecidos previamente devem justificar a experimentação.
4. O experimento deve ser conduzido de maneira a evitar todo o sofrimento e danos desnecessários, físicos ou mentais.
5. Nenhum experimento deve ser conduzido quando existirem razões para acreditar numa possível morte ou invalidez permanente; exceto, talvez, no caso de o próprio médico pesquisador se submeter ao experimento.
6. O grau de risco aceitável deve ser limitado pela importância humanitária do problema que o pesquisador se propõe resolver.
7. Devem ser tomados cuidados especiais para proteger o participante do experimento de qualquer possibilidade, mesmo remota, de dano, invalidez ou morte.
8. O experimento deve ser conduzido apenas por pessoas cientificamente qualificadas. Deve ser exigido o maior grau possível de cuidado e habilidade, em todos os estágios, daqueles que conduzem e gerenciam o experimento.
9. Durante o curso do experimento, o participante deve ter plena liberdade de se retirar, caso ele sinta que há possibilidade de algum dano com a sua continuidade.
10. Durante o curso do experimento, o pesquisador deve estar preparado para suspender os procedimentos em qualquer estágio, se ele tiver razoáveis motivos para acreditar que a continuação do experimento causará provável dano, invalidez ou morte para o participante.

## Pesquisa médica envolvendo seres humanos

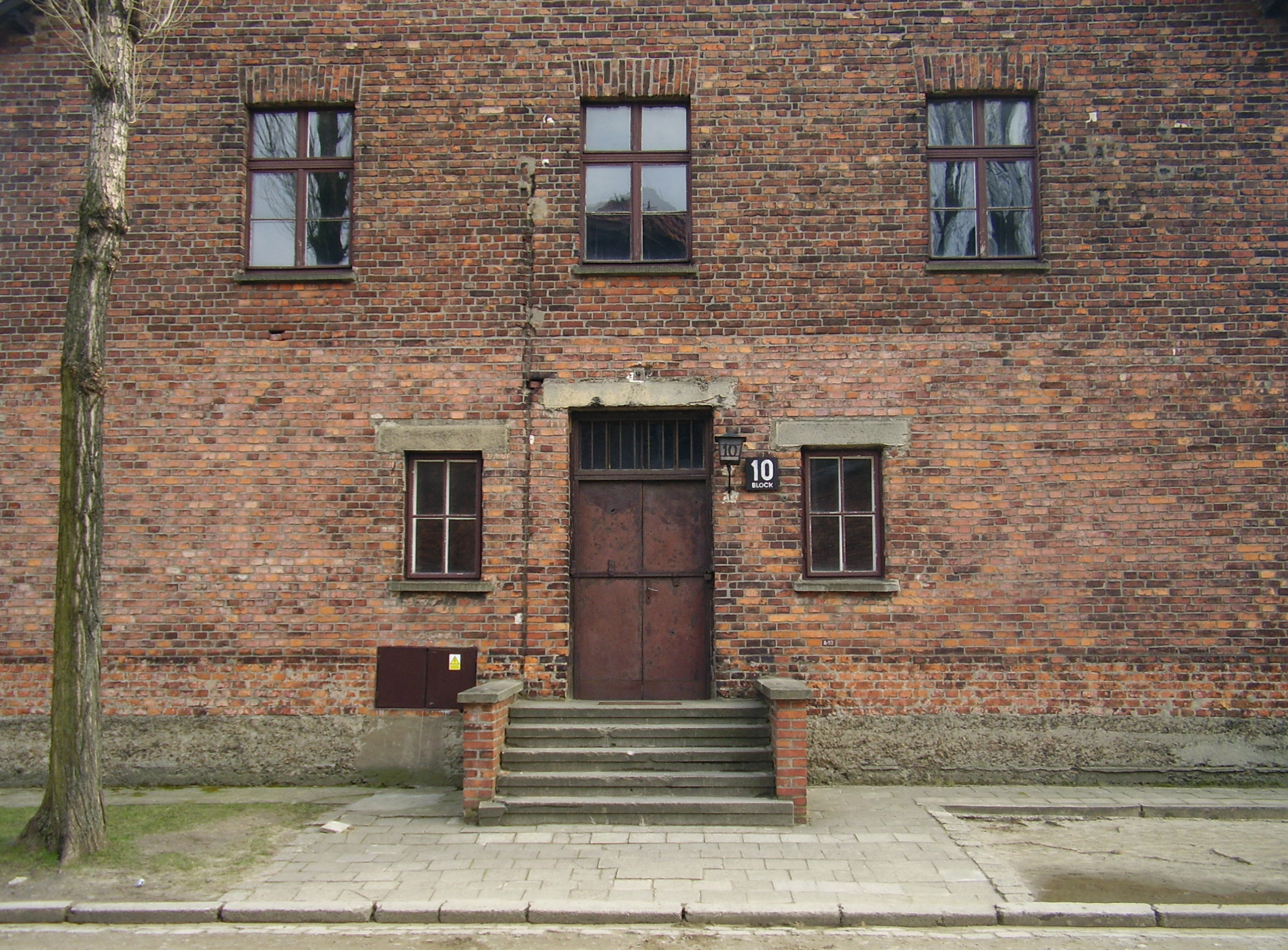
O bloco 10, onde se faziam os experimentos médicos de Joseph Mengele, em Auschwitz

A pesquisa médica envolvendo seres humanos tem sido prática comum na evolução científica, e contribuiu para melhorar a qualidade de vida do homem. Uma questão, porém, tem se apresentado insistentemente, em função de um desejo de desenvolvimento e justiça social crescentes na evolução das sociedades mais primitivas até nossos dias, causando desconforto e questionamentos: a questão da experimentação abusiva e desnecessária. A falta de normas vigentes para nortear tais experimentos incorreu, ao longo dos séculos, na prática abusiva de experimentações aleatórias e sem critérios, merecendo da sociedade a atenção e a tentativa crescente de regulamentar a pesquisa dentro da ética necessária à evolução social pretendida.
O sentimento paradoxal da sociedade com relação à pesquisa em seres humanos se explica pela crença, de certa forma ingênua, de que se poderia experimentar um novo tratamento apenas em cobaias. O efeito de um tratamento no homem só pode ser observado, porém, no próprio homem, e o progresso da medicina depende dessa experimentação. No entanto, ao longo do tempo, o homem criou padrões aceitáveis de ética e de qualidade para a experimentação, de acordo com as crenças e valores da sociedade, para que a continuidade da evolução científica, em especial na área médica, seja garantida sem ameaçar a justiça social.

## Benefícios da experimentação científica

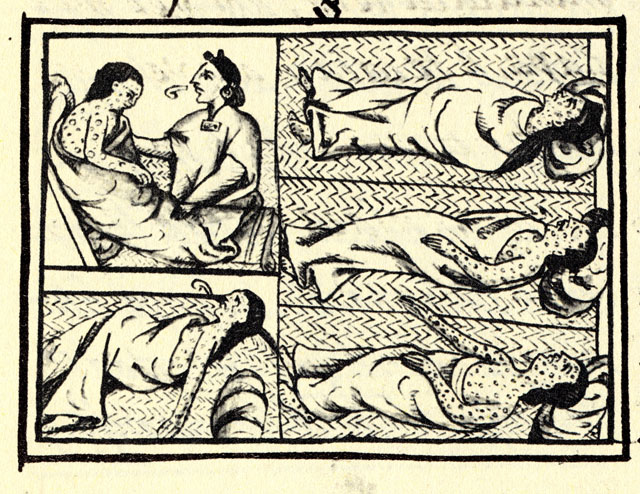
Desenho apresentando um texto do livro do século XVI Florentine Codex (1540–1585), mostrando náuatles, no México, com sinais de varíola.

O avanço de conhecimentos na área médica, assim como em outras áreas, se processa de maneira sistemática, e as pesquisas são financiadas, atualmente, sob planejamento. As novas descobertas são discutidas em Congressos e revistas especializadas, porém ainda continua a mesma questão: a pesquisa se faz em seres humanos.
Não há como negar o triunfo dessas experimentações para a melhoria da qualidade de vida da humanidade, a despeito das controvérsias criadas com o abuso cometido durante a história do homem, até chegar ao atual momento de vigilância através da legislação e da ética em garantia da beneficência.

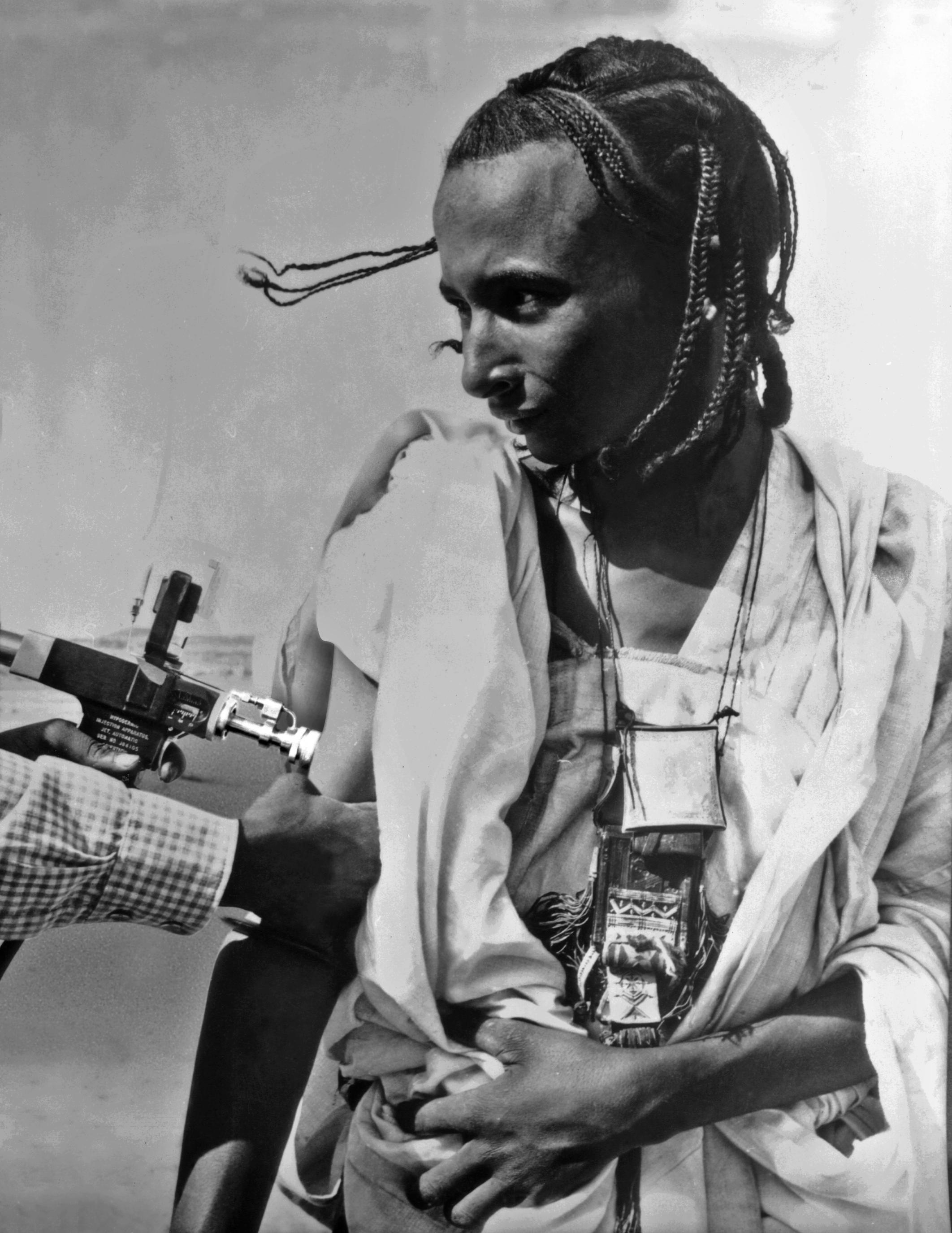
Vacinação durante a erradicação da varíola em Niger, fevereiro de 1969.

Incontáveis experimentações feitas em seres humanos trouxeram benefícios à sociedade, citando entre elas a prevenção do escorbuto; a vacina contra a varíola; a vacina contra a raiva; a descoberta da insulina; os estudos sobre a febre amarela; a prevenção da pelagra; as pesquisas sobre a dengue; e a história das pesquisas em anestesiologia.
Tomando como exemplo bem sucedido a vacina contra a varíola, que foi um avanço incontestável na ciência médica, e conseguiu erradicar a doença tão temida desde os primórdios da história do homem. As epidemias de varíola costumavam dizimar populações inteiras, o que fez surgir, já na antiguidade, pesquisas em função de uma prevenção adequada. No Oriente Médio, costumava-se fazer desenhos cruciformes, com agulha infectada com varíola, no queixo e bochecha de pessoas sadias, o que era chamado “método grego”.
Apenas em 1768 o médico inglês Edward Jenner, ao ouvir comentários populares sobre o fato de os ordenhadores, ao adquirirem a varíola do gado (cowpox), tornarem-se imunes à varíola humana (smallpox), teve a ideia de inocular líquido da varíola bovina nas pessoas para torná-las imunes. Ao voltar para sua terra natal, no interior da Inglaterra, Jennes decidiu experimentar o método nos seres humanos, e inoculou a varíola bovina no braço do menino James Phipps, usando material retirado das mãos da ordenhadora Sarah Nelmes, que estava com a doença. Alguns meses após, repetiu a inoculação, e estava inventada, assim, a vacina; Jenner publicou seu trabalho em 1798.